# Cordilheira

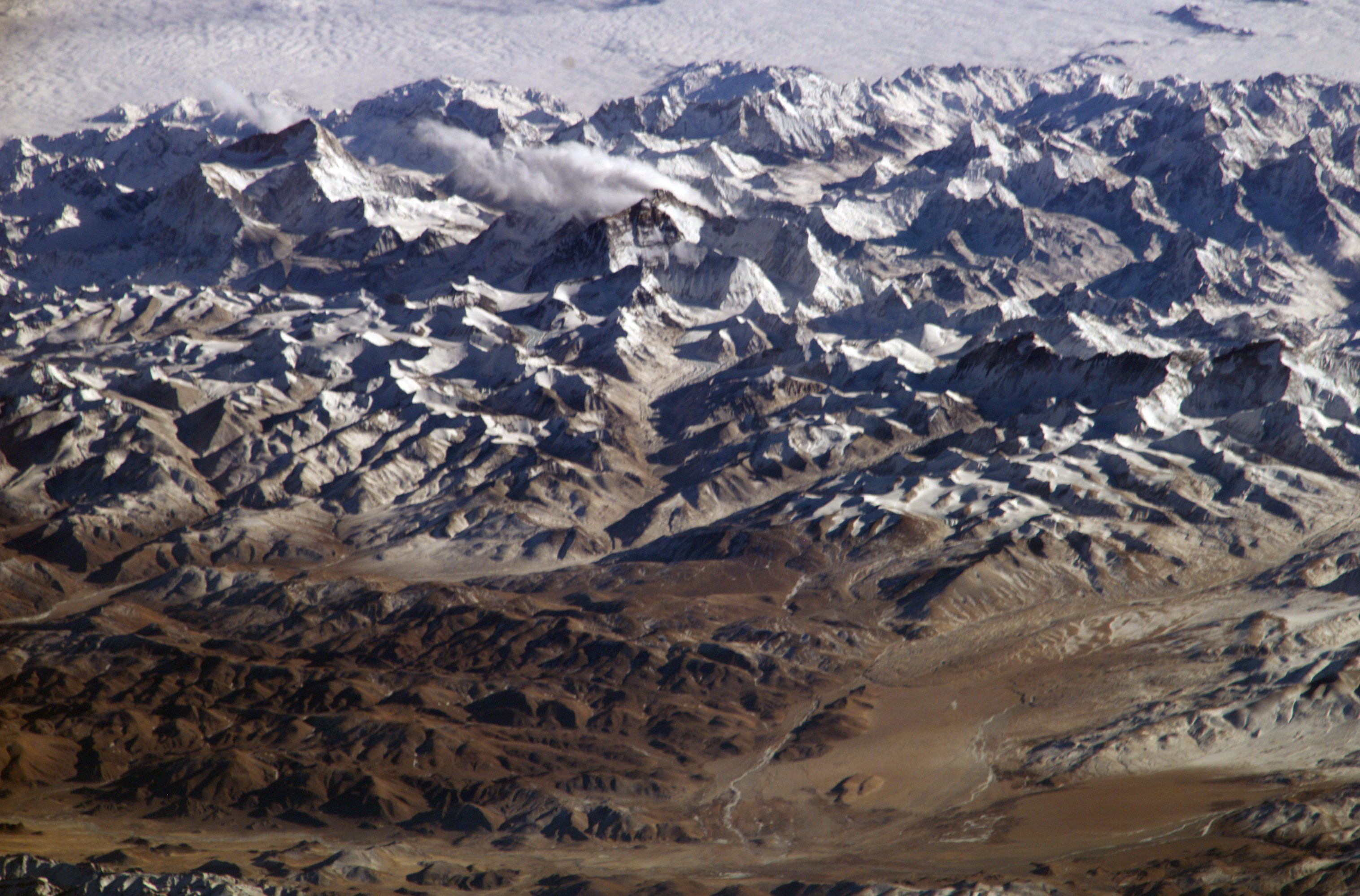
A cordilheira do Himalaia, na Ásia, detém o ponto mais alto do mundo, o Monte Everest.

Uma cordilheira é uma área geográfica definida por um conjunto de montanhas relacionadas geologicamente. As cordilheiras formam um grande sistema de montanhas reunidas, geralmente resultado do encontro de duas placas tectônicas que muitas vezes lançam ramos ou cadeias de montanhas secundárias. As cordilheiras mais famosas do mundo são a do Himalaia na Ásia, a dos Andes na América do Sul, as Rochosas na América do Norte e a dos Alpes na Europa.

## Clima e vegetação
As montanhas (isto é, o relevo) são um dos vários fatores influentes no clima de um certo espaço geográfico. A precipitação de chuva e de neve é causada por essas cadeias intensamente, por exemplo. Quando o vento sopra pelo mar, o vento Húmido desce e esfria, para formar a precipitação orográfica. Então, dessa forma, o ar seco e fresco move para o lado do sotavento.
Também afeta a temperatura em geral. Como bem sabemos, quanto mais alto e o relevo, mais fria é a temperatura. Há menos oxigênio e, ainda, há uma vegetação típica, a vegetação de altitude. Essa vegetação é semelhante à tundra, com arbustos baixos, plantas rasteiras, animais como veados etc.. Nas cidades dos Andes, entre elas, La Paz, é comum mascar folhas de coca, uma tradição herdada dos Incas, povo pré-colombiano da América do Sul, para suportar a falta de oxigênio e as condições do ambiente.

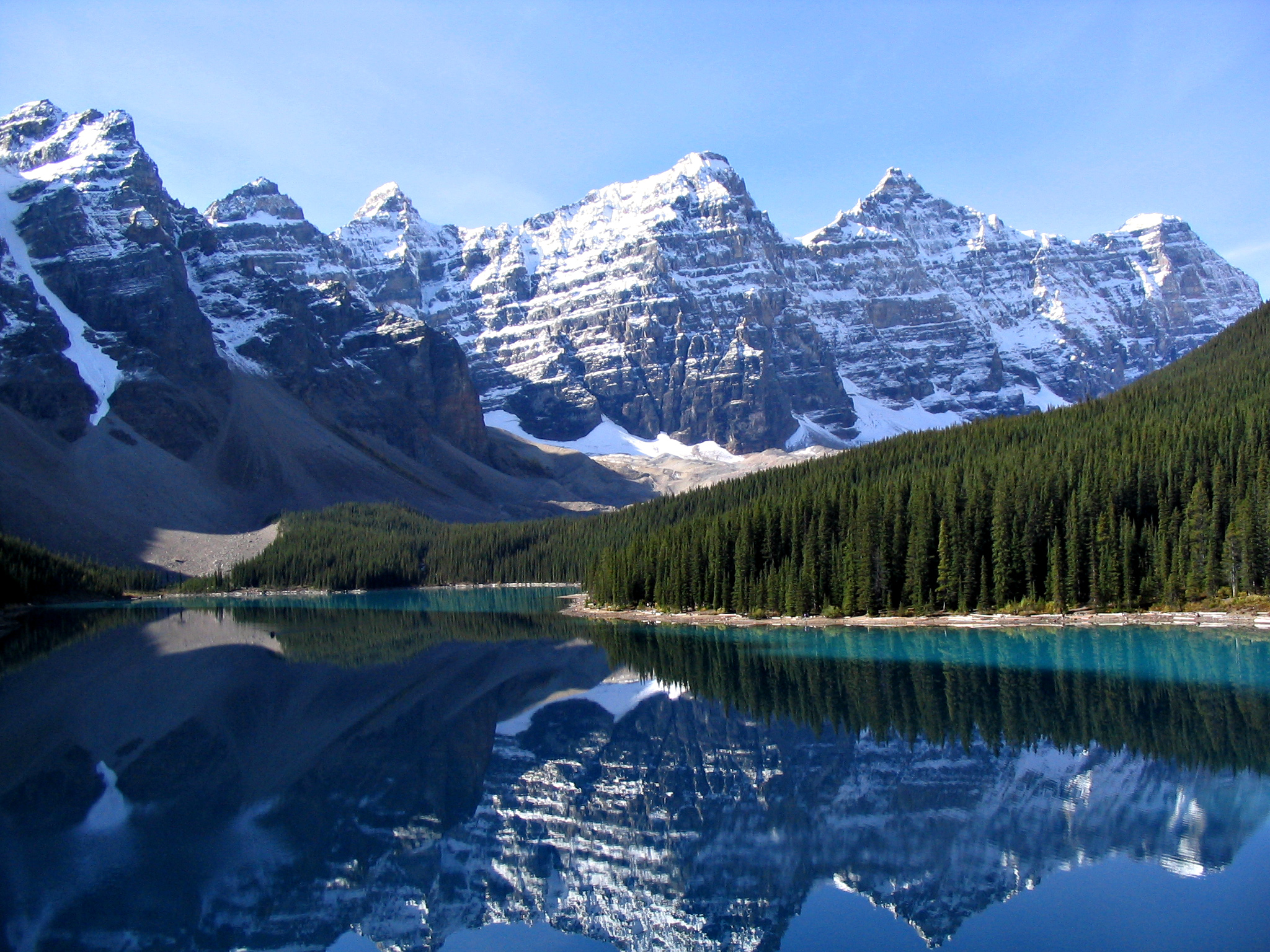
Montanhas Rochosas, na América do Norte.

## Cordilheiras secundárias
Uma única cordilheira pode ser mãe de outras pequenas cordilheiras, que, na geologia, chamamos de cordilheiras secundárias. Organizadas em um sistema de topologia em árvore, as cordilheiras têm várias ramificações e são muito complexas. Por exemplo, os Apalaches são os pais de outras cordilheiras secundárias, tais como as Montanhas Brancas e as Montanhas Blue Ridge. Por si só, as Montanhas Brancas também têm filhos, como a Sandwich Range e a Presidential Range. Ainda, a Presidential Range pode ser dividida na Presidential Range do Norte e na Presidential Range do Sul.

## Etimologia e outros usos
A palavra "cordilheira" vem do espanhol cordillera. Às vezes, quando queremos denominar um sistema de montanhas coladas entre si, dizemos cadeia de montanhas.